# Michael Givel
Michael Givel, né le 11 octobre 1954, est un écrivain américain, professeur à l'Université d'Oklahoma.
Il a écrit :
- The War on Poverty Revisited : The Community Services Block Grant Program in the Reagan Years
- From Industry Dominance to Legislative Progress : The Political and Public Health Struggle of Tobacco Control in Oklahoma
- ainsi que des articles dans différents journaux, portant surtout sur le tabac.